# Norton Motorcycles

Firmenlogo

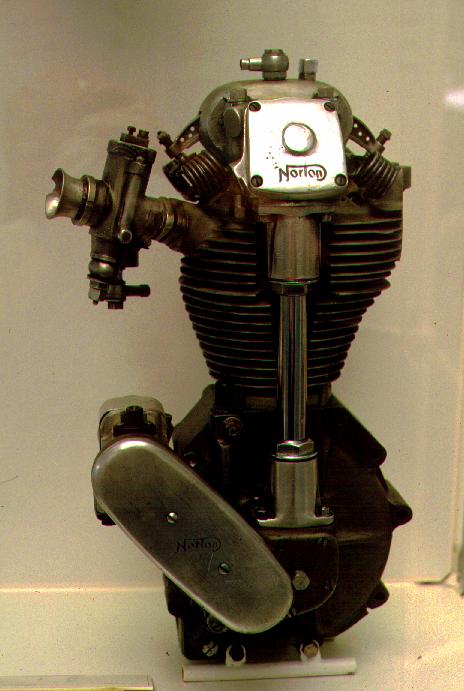
500-cm³-Einzylinder-OHC-Motor mit Königswelle einer Norton International

Norton ist ein britischer Motorradhersteller. Keine andere Marke gewann so oft das klassische Rennen um die Tourist Trophy auf der Isle of Man. Die jetzige Norton Motorcycles (UK) Ltd hat ihren Sitz in Castle Donington (England).

## Das Unternehmen und seine Geschichte
Das ursprüngliche Unternehmen Norton Manufacturing Co. wurde von James Lansdowne „Pa“ Norton im Jahr 1898 in Wolverhampton aus der Fa. Clement-Garrard gegründet. Die Firma war später lange Zeit in der Bracebridge Street in Birmingham ansässig. Seit 1913 wurden Motorräder in verschiedenen Serien gebaut und eine Vielzahl von Rennsiegen errungen.
Norton war hierdurch einer der großen Namen in der britischen Motorradindustrie, vor allem bekannt dafür, für Jahrzehnte das europäische und dann weltweite Motorrad-Renngeschehen dominiert zu haben.
Das Rennen auf der Isle of Man in der irischen See, die „Senior TT“ (Tourist Trophy), ein Rennen in der Klasse bis 500 cm³, war das wichtigste Rennen in der Motorrad-Weltmeisterschaft bis in die 1970er Jahre. Dieses Rennen gewannen Fahrer auf Norton zehnmal in den Jahren zwischen den Weltkriegen und anschließend in jedem Jahr von 1947 bis 1954. Keine andere Motorradmarke war so erfolgreich in einer internationalen Rennserie.

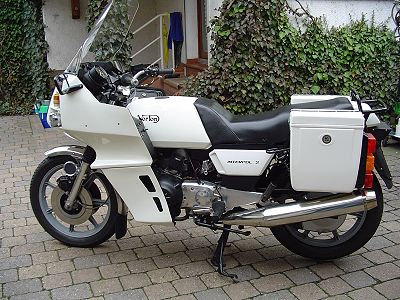
Norton Interpol 2

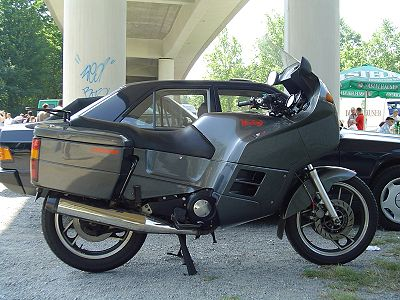
Norton Commander mit Wankelmotor

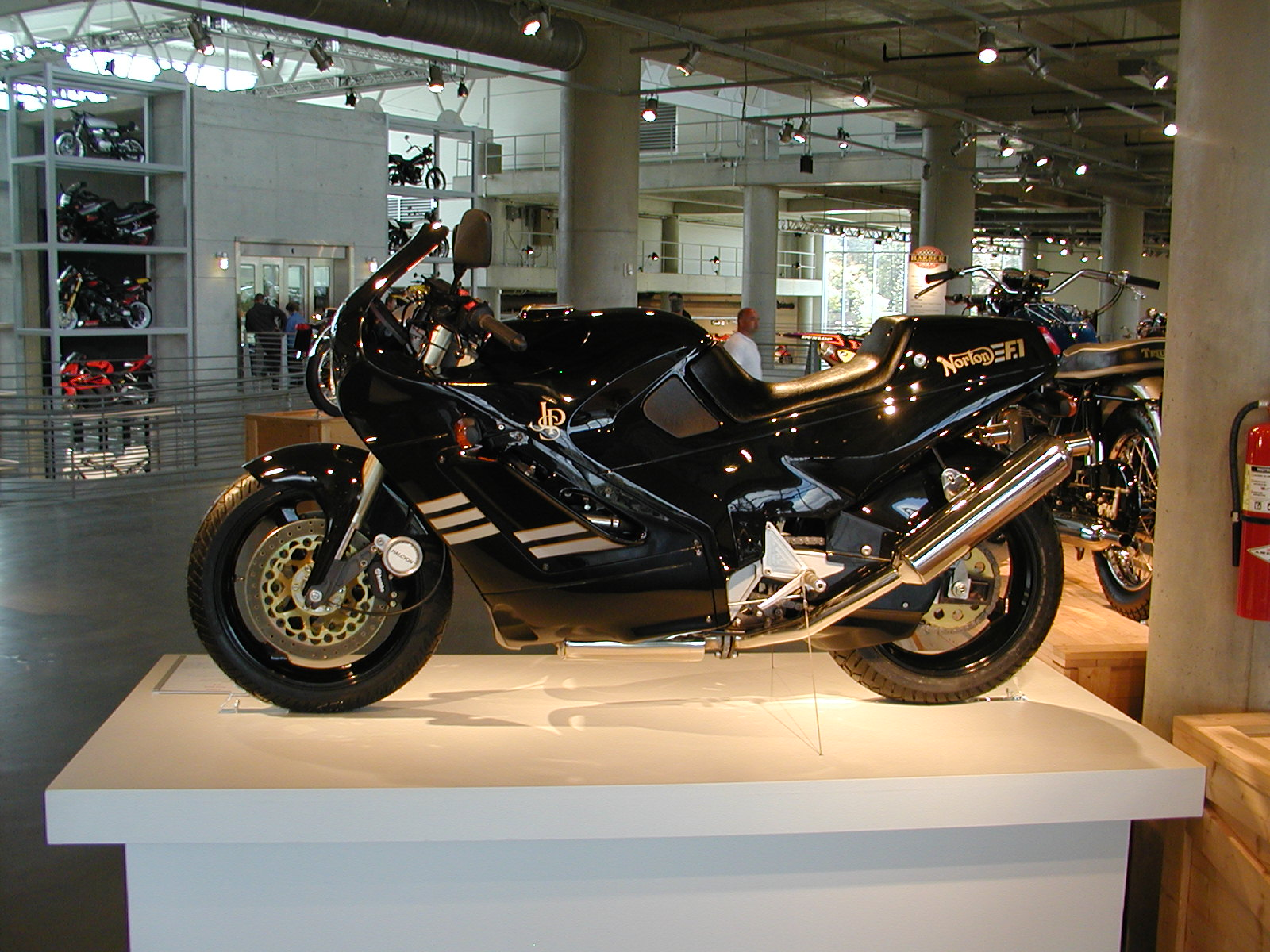
Norton F1 mit Wankelmotor

Im Zweiten Weltkrieg war das 500-cm³-Einzylinder-Modell 16 H, ein einfaches Seitenventiler-Motorrad (SV) die Standard-Ausrüstung der britischen Armee. Von diesem Motorradtyp, der in hohen sechsstelligen Stückzahlen produziert wurde, sind auch 60 Jahre nach Einstellung der Fertigung sämtliche Teile sowohl neu als sogenannter „New Old Stock“, also eingelagerte Teile aus der Produktion der 40er Jahre, als auch in moderner Nachfertigung zu erhalten.
1953 wurde Norton mit anderen britischen Motorrad-Herstellern (A.J.S., Matchless, James, Francis-Barnett) im AMC (Associated Motor Cycles)-Konzern zusammengeführt. 1963 wurde die Norton-Produktion in das Matchless-Werk in der Plumstead Road im Londoner Stadtteil Woolwich verlagert.
Nach dem Zweiten Weltkrieg war die Marke Norton für die Qualität des Designs und für die Handling-Eigenschaften der Fahrwerke bekannt, insbesondere wegen des sogenannten „Federbett“-Rahmens mit doppelten Rohrschleifen vom Lenkkopf zum Schwingenlager. Viele „Cafe Racer“, Motorrad-Eigenbauten und -Umbauten, entstanden auf der Basis des Norton-Federbettrahmens; motorisiert jedoch mit Zweizylinder-Triumph-Motoren, weil die starken Norton-Einzylindermotoren in den leichten Autos der Formel 3 Verwendung fanden und Nortonmotoren nur in vollständigen Motorrädern. Man verwendete greifbare Triumphmotoren und nannte diese Umbauten „Triton“, setzte also die Namen zusammen aus Triumph (-Motoren) und Norton (-Rahmen).
Anfang der 1960er Jahre wurden die USA der Hauptabsatzmarkt für Norton-Motorräder. Die finanzielle Lage des Unternehmens verschlechterte sich, bis 1966 durch die Hauptgläubigerbank ein Konkursverwalter für AMC bestellt wurde. Die Rettung kam durch die britische Firma Villiers, die die Produktions- und Vertriebsrechte der AMC-Motorradmarken übernahm. Im Jahre 1960 wurde das Unternehmen Norton an den Konzern Associates Motorcycles (AMC) verkauft, dem bereits die Marken AJS, Matchless und Villiers gehörten. Die Fabrik in Wolverhampton wurde geschlossen und die Produktion zog um zur AMC-Fabrik im Londoner Stadtteil Woolwich.
In den späten 1960er Jahren hatten die aufkommenden japanischen Wettbewerber die britische Motorradindustrie in einen allmählichen Abstieg getrieben. 1967 wurde die Norton Commando 750 vorgestellt. Ihr revolutionärer „Isolastic“-Rahmen und der außergewöhnlich kraftvolle Motor machten sie für eine Zeitlang wettbewerbsfähig mit den japanischen Superbikes jener Jahre. Trotz einiger Modellmodifikationen und starker Verkäufe ging das Unternehmen dennoch schleichend dem Konkurs entgegen, der dann im Jahre 1974 eintrat. Zuvor jedoch wurde 1972 mit Hilfen und Eingriffen seitens der britischen Regierung die Gesellschaft in Norton-Villiers-Triumph (NVT) umfirmiert, indem man den Markennamen Triumph von BSA übernahm.
Im Zuge von Auseinandersetzungen und schweren Streiks ging das Unternehmen 1974 wieder in private Eigentümerschaft über, jedoch ging hiermit die Fertigung klassischer Norton-Motorräder stark zurück. Das Werk wurde als Genossenschaft weitergeführt, bis 1977 wurde das Modell Commando in kleinsten Stückzahlen auf handwerklicher Basis weiter gebaut.
In den 1980er Jahren ging das Unternehmen unter dem Namen Norton Motors Ltd. durch verschiedene Erneuerungen. Man hatte einigen Erfolg in der Fertigung von Motorrädern für die Polizei und hiervon abgeleiteten Zivilversionen mit Wankelmotoren, die heutzutage begehrte Sammlerobjekte sind. Der Name Norton wurde im Jahre 1988 für anspruchsvolle Motorräder mit Wankelmotoren reaktiviert. Die neuen Modelle waren auch wieder in Rennen erfolgreich, z. B. gewann die Norton NRS 588 mit Zweischeiben-Wankel die Senior TT im Jahre 1992 noch einmal, aber der wirtschaftliche Erfolg stellte sich nicht mehr ein. Nach dubiosen Finanzgeschäften wechselten die Besitzer des Werkes und der Rechte häufig.
Dank der umfangreichen Ersatzteilversorgung von mehreren Norton-Spezialisten durch Andover Norton kann man komplette klassische Neuaufbauten mit Hubräumen von bis zu 1.004 cm³ kaufen.
Im Verlauf der 1990er Jahre begann der US-amerikanische Norton-Restaurator Kenny Dreer mit der Firma Norton Motorsports, eine neue Commando, basierend auf den Plänen der 1970er Jahre, zu entwickeln. Es entstanden fahrbare Prototypen der Commando 952 bzw. 961. Für eine Serienproduktion fehlten letztlich ca. zehn Mio. US-Dollar, so dass Norton Motorsports Mitte 2006 das Projekt stoppen musste. Der britische Geschäftsmann Stuart Garner, bis dato als Eigentümer des Rennteams Norton Racing Ltd in Erscheinung getreten, kaufte Ende 2008 sämtliche Rechte und Entwicklungen und gründete die Norton Motorcycles (UK) Ltd. Die neue Produktionsstätte entstand in unmittelbarer Nähe des Donington Park Circuit.
Am 20. Januar 2020 meldete Norton Motorcycles Insolvenz an und wurde daraufhin am 17. April des gleichen Jahres durch das indische Unternehmen TVS Motor Company übernommen.

## Die Motorräder

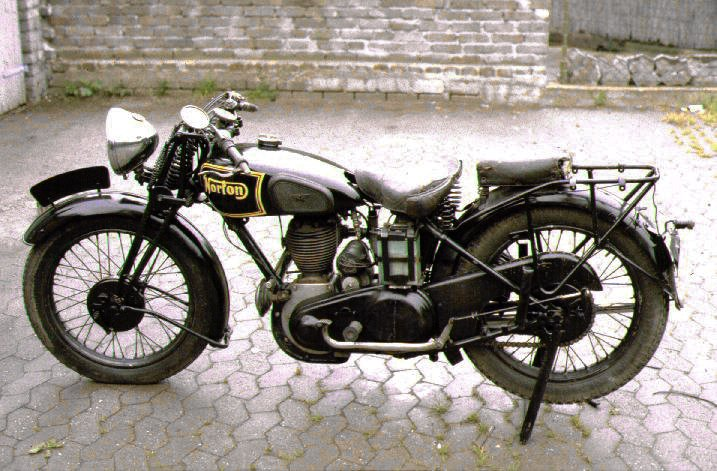
Modell WD16H in nicht originaler schwarzer Lackierung

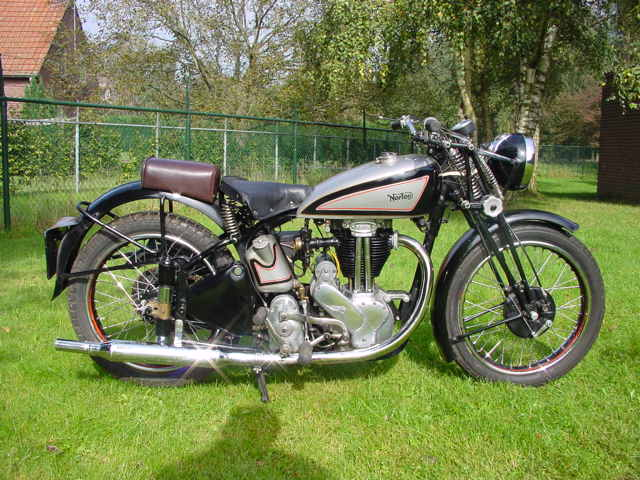
1939er Norton ES 2

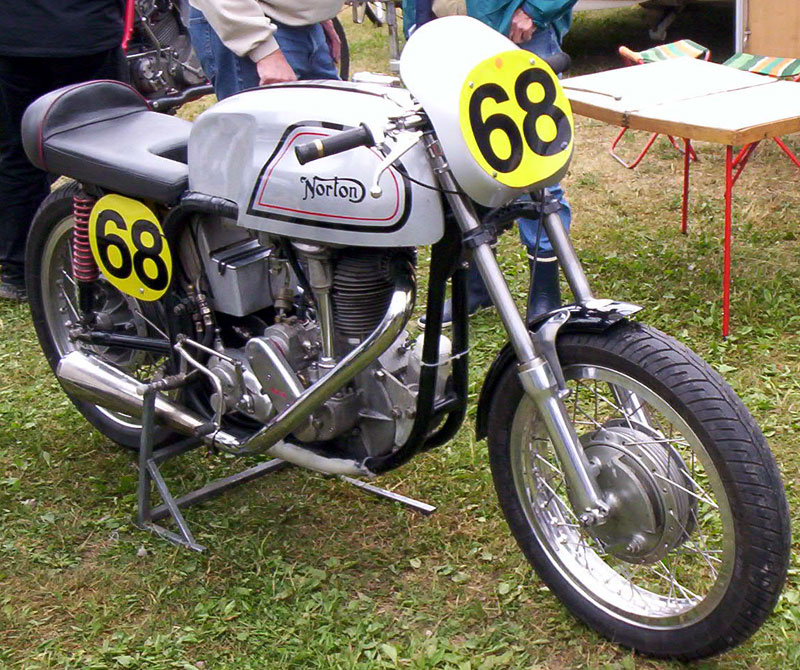
Norton International 500

Nachfolgend eine Übersicht über die bekanntesten Norton-Motorräder, ohne Anspruch auf Vollständigkeit.

### Modell 16H / WD16H
Die am häufigsten und am längsten, von 1911 bis 1954, hergestellte Baureihe. H steht hier für Home market und bezeichnet die Modelle für den Heimatmarkt. In den Anfangsjahren wurden für die britischen Kolonien bzw. das Commonwealth C-Modelle mit erhöhter Bodenfreiheit gebaut. Bei allen 16H-Modellen war das Bohrungs-Hub-Verhältnis von 79 mm : 100 mm gleich. Das Modell 16H hatte einen 500-cm³-Seitenventiler-Einzylindermotor mit etwa 14 PS Leistung. Aus ihm entstand das Militärmodell WD16H, dessen sich die British Army ab 1936 bediente. Das Kürzel WD steht für War Department, das britische Ministerium für Beschaffung von Waffen und Ausrüstung, das dem Ministry of Defence unterstellt war. Abweichend zu den zivilen Modellen hat die WD16H einen geänderten Rahmen mit erhöhter Bodenfreiheit, einen Motorschutz unter dem Kurbelgehäuse, eine geänderte Sattelaufnahme sowie eine angeschweißte Aufnahme für einen Seitenständer. Als Motorradgespann wurden WD16H auch an die britische Royal Air Force geliefert.
Aufgrund der hohen Stückzahl von ca. 100.000 Exemplaren, die an das Militär geliefert wurden, waren in der Nachkriegszeit viele WD16H aus Armeebeständen verfügbar. Auch heutzutage sind noch relativ viele davon anzutreffen. Meist handelt es sich um Fahrzeuge, die nach dem Krieg in spezialisierten Betrieben für ihren Einsatz auf dem zivilen Markt umgebaut wurden. In zivilisierter Form waren sie ein günstiges und einfaches Fortbewegungsmittel. Auch die Ersatzteilversorgung ist noch vergleichsweise entspannt.
Unter dem Namen Big Four existierten fast immer zeitparallel auch Versionen mit 600 cm³, die für Seitenwagen-Betrieb begehrt waren.

### ES 2
Unter dem Namen ES 2 wurde eine 500 cm³-Einzylindermaschine bekannt, die durch hängende Ventile (OHV) erheblich leistungsstärker war (rund 22 PS statt anfangs 14). Auch von dieser Maschine, die in den 1930er Jahren erstmals erschien, gab es unter anderen, oft wechselnden Modellbezeichnungen zeitweise 600 cm³-Versionen. Das Modell ES2 war dann am Anfang der 1960er Jahre der letzte Vertreter von Norton in der klassischen britischen Einzylinder-Technik.
Die Modellbezeichnungen der Einzylinder-Versionen variierten stark, je nachdem, mit welchen Vorderradgabeln, Schutzblechen und Instrumenten ein Motorrad ausgestattet war, oder ob die Auspuffanlage zu Geländesport-Zwecken hochverlegt war. Das Erkennen und Zuordnenkönnen von diesen manchmal jährlich wechselnden Modell-Bezeichnungen ist ein beliebter Sport unter den Norton-Fans in den „Classic British Bikes“-Clubs.
Das „Rezept“ vieler Jahrzehnte Norton-Einzylinder aber war zwischen 1920 und 1960 immer: vier Grundmodelle,
1. mit SV-Motor (Beispiel 16H, Big Four),
2. mit OHV-Motor (Beispiel ES2, Mod. 18, Mod. 19),
3. mit OHC-Motor für Sport- und Rennzwecke (Manx- und International-Modelle),
4. mit DOHC-Motor für Rennzwecke (spätere Manx)

Dann wurde der Hubraum variiert:
1. klassisch mit 500 cm³ (Manx, International, 16H, Mod. 18, ES2),
2. vergrößert auf 600 cm³ (Big Four, Mod. 19),
3. oder reduziert für die Sportklasse bis 350 cm³ (ebenfalls Inter, Manx).

### International
Ausgerüstet mit dem von Arthur Carroll neu entwickelten Königswellen-OHC-Einzylindermotor, war die „Inter“ in den 1930er Jahren in vielen Rennen erfolgreich. 1930 und 1931 trug sie noch die Bezeichnung CS1.

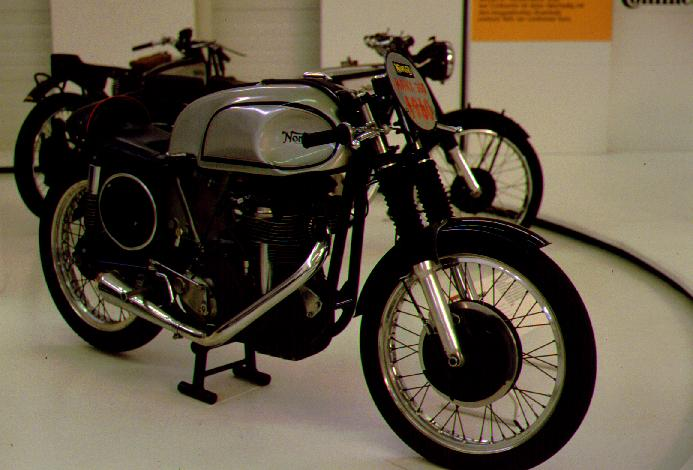
1960er Norton Manx-DOHC-Rennmaschine

Der Motor des ersten International-Typs CS1 war zwischen 1924 und 1927 noch von Walter Moore entwickelt worden. Moore wechselte jedoch unmittelbar nach dem Serienanlauf der International nach Deutschland zu NSU. (Dort tauchte dann prompt ein nahezu baugleicher Königswellen-Motor auf, erkennbar an dem unteren Kegelradsatz-Gehäuse an der Kurbelwelle.) Arthur Carroll setzte bei Norton in Birmingham die Entwicklungsarbeiten an den International-Modellen fort. Norton "Inter" gehörten für Privatfahrer in den 1920er und 1930er Jahren zu den schnellsten käuflichen Straßenfahrzeugen, neben den Brough Superior. Die Norton Inter hatten den Vorteil, als Einzylinder wesentlich leichter und handlicher zu sein im Vergleich mit den schweren V2-Zylindern mit J.A.P.-Motoren. Andererseits wurden neben den Versionen mit 500 cm³ und den in Rennen eingesetzten kleineren 350er Motoren im Gegensatz zu den einfachen Seitenventil-Motoren und den OHV-Modellen keine 600er mit Königswelle hergestellt; für sie gab es keine Sporteinsatzmöglichkeiten.

### Manx
Die wohl bekannteste Einzylinder-Rennmaschine von Norton. Die Manx wurde ab 1937 entwickelt und von 1949 bis 1962 hergestellt: sie war erst mit einer, dann mit zwei obenliegenden Nockenwellen (DOHC) ausgerüstet, die durch eine Königswelle angetrieben wurden. Diese Königswellen-gesteuerten Werksrennmaschinen Norton International und Nachfolger Manx waren seit den 1920er Jahren bis in die 1960er die erfolgreichsten Motorräder der Sportgeschichte, in der Zahl ihrer Siege und Weltmeisterschaften bis heute unübertroffen. Eine echte Manx in fahrbereitem Zustand dürfte heute kaum unter 30.000 € zu haben sein.
Manx-Motoren wurden auch in der in den 1950er Jahren in Großbritannien geschaffenen Rennwagen-Formel 500 eingesetzt. Da die Firma Norton keine Motoren allein verkaufte, kauften Autorennfahrer ein Manx-Motorrad, entnahmen ihm den Motor, und bauten ihn in ein Rennwagenfahrgestell ein. Sie bauten sodann in das überzählige Norton-Fahrgestell einen einzeln beschaffbaren Zweizylinder-Motor von Triumph ein. So entstanden die sogenannten "Triton" (Triumph-Norton), Motorräder mit den klassischen "Garden-Gate"- oder "Featherbed"-Rahmen von Norton und einem schnellen, aber wegen mehr als 500 cm³ Hubraum nicht rennbefähigten Fremdmotor. Solche Triton werden heute teils wieder mit Norton-Königswellen-Einzylindern zu vollwertigen Manx zurückgebaut.
Der Cooper F 3 war der erfolgreichste Vertreter dieser Rennwagenklasse 500 cm³. Er wurde von später bekannten Fahrern wie Stirling Moss pilotiert.

### Dominator
Ausgerüstet mit einem von Bert Hopwood entwickelten 500-cm³-Gleichläufer-Parallel-Twin-Motor und gebaut ab 1949, war es der Begründer einer ganzen Reihe von weiteren Zweizylinder-Norton-Motorrädern. Zunächst wurde das Motorrad als Model 7 mit einem Gardengate-Rahmen, d. h. mit einer Geradwegfederung aka Plunger angeboten, und war für den Seitenwagen-Betrieb auch mit Starr-Rahmen zu haben. 1952 wurde als weiteres Modell mit dem für seine Fahrstabilität bekannten „Federbett-Rahmen“ die Norton 88 gebaut. Der amerikanische Markt verlangte nach größeren Motoren, so dass ab 1954 mit dem Modell 99 eine 600er hinzukam, die auch im normalen Vollschwingen-Rahmen, der die Plunger abgelöst hatte, als Modell 77 verkauft wurde. 1960 wurde das Federbett-Fahrwerk der Straßenmodelle deutlich verändert, da eine für die Zeit typische Heckverkleidung montiert wurde und der Rahmen dafür an den Oberrohren im Sattelbereich enger geführt wurde. Die beiden Typen werden seitdem als Slimline- und Wideline-Featherbed bezeichnet. Die etwas sportlicheren Modelle der 500er und 600er erhielten die Bezeichnungen 88SS und 99SS, zudem wurde mit der Manxman eine 650er zunächst nur für den amerikanischen Markt eingeführt; von der späteren 650SS unterschied sie sich durch den höheren Lenker und den Einzelvergaser.
Die Bezeichnung „Dominator“ wurde von Norton übrigens nicht offiziell benutzt.

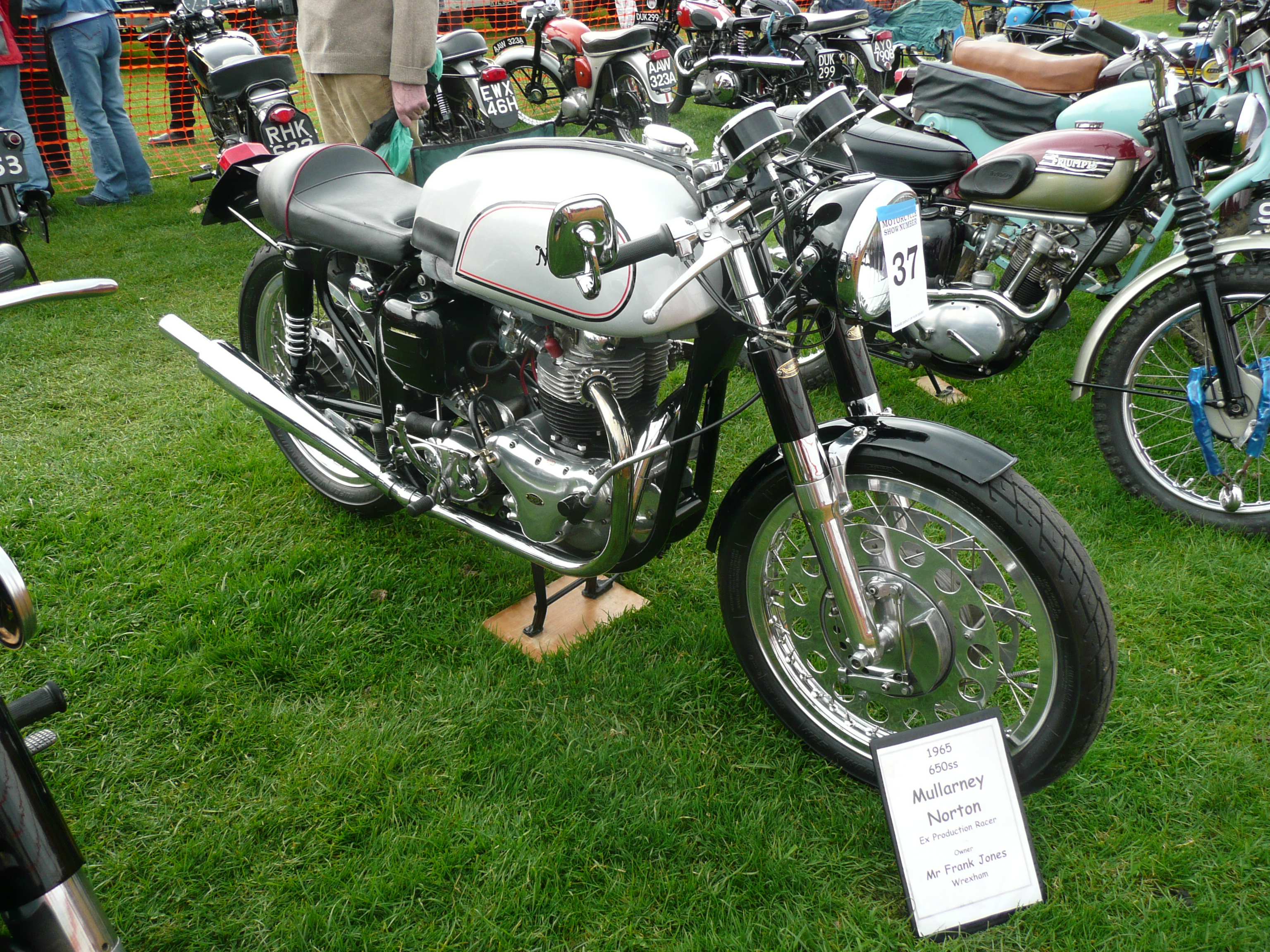
1965er Norton 650SS

### 650SS „Dominator“

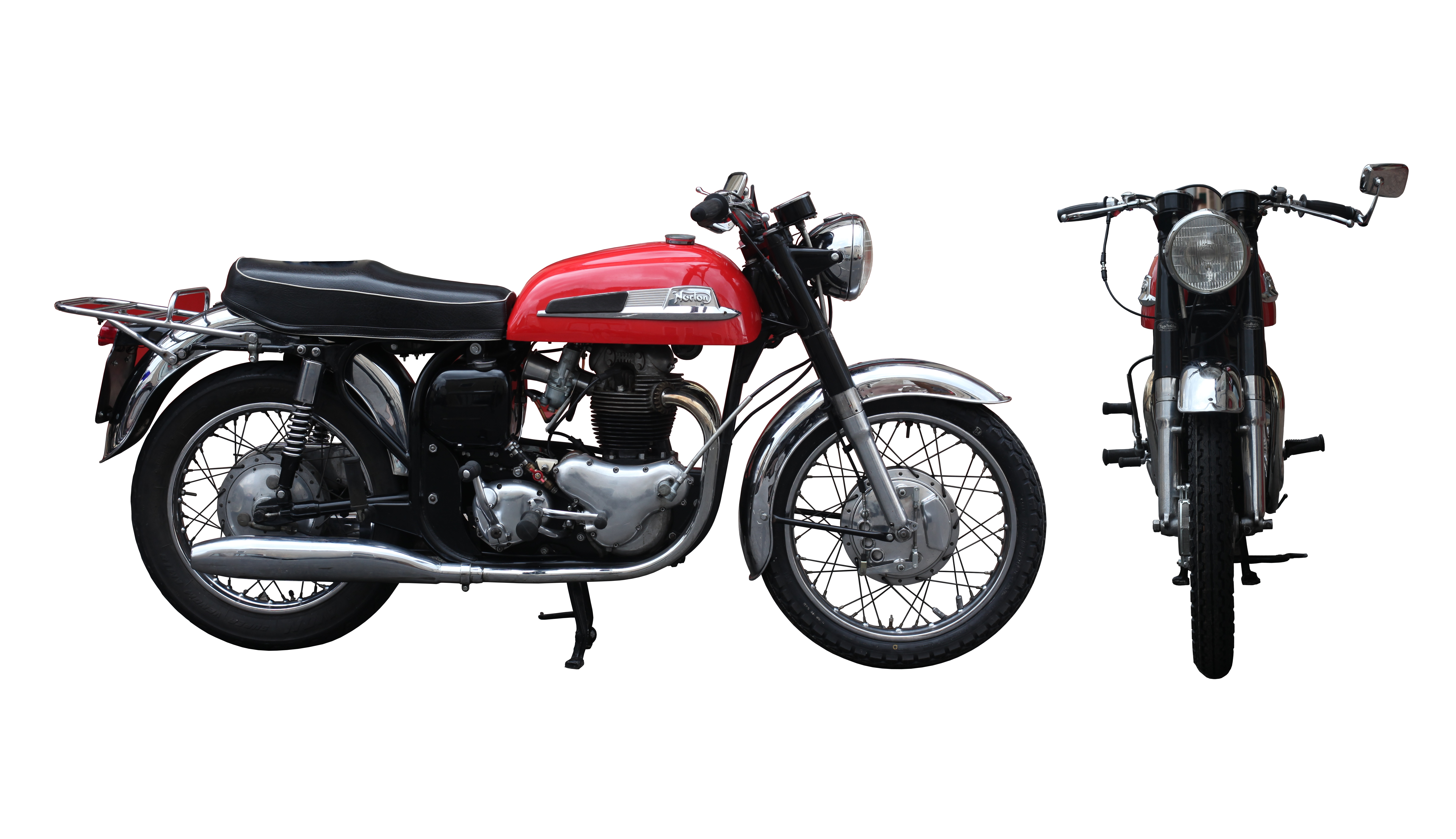
Norton Atlas

Die 650SS war die europäisierte Version der Manxman mit demselben auf 650 cm³ Hubraum vergrößerten Motor, jedoch höherer Verdichtung, anderer Nockenwelle und zwei Amal-Vergasern, gebaut ab 1962, Nennleistung 49 bhp (Brake Horse Power, nicht British Horse Power wie in Deutschland gerne fälschlich übersetzt, der Begriff kommt von Motorbrems-Leistungsprüfständen) bei 6.800/min.

### Atlas
Mit dem Motor der Norton Dominator, jetzt auf knapp 750 cm³ Hubraum vergrößert und mit derselben Nennleistung von 49 PS wie die 650SS, allerdings bei 6.200/min. Die Maschine wurde ab 1962 zunächst ausschließlich für den US-Markt gebaut, dann aber ab 1964 auch in Europa angeboten. Die starken Vibrationen des auf immerhin das Anderthalbfache des Ursprungshubraumes vergrößerten Motors wurden von den Kunden immer mehr als Problem angesehen, so dass sie schlussendlich zur Entwicklung eines Nachfolge-Modells führten.

### Commando

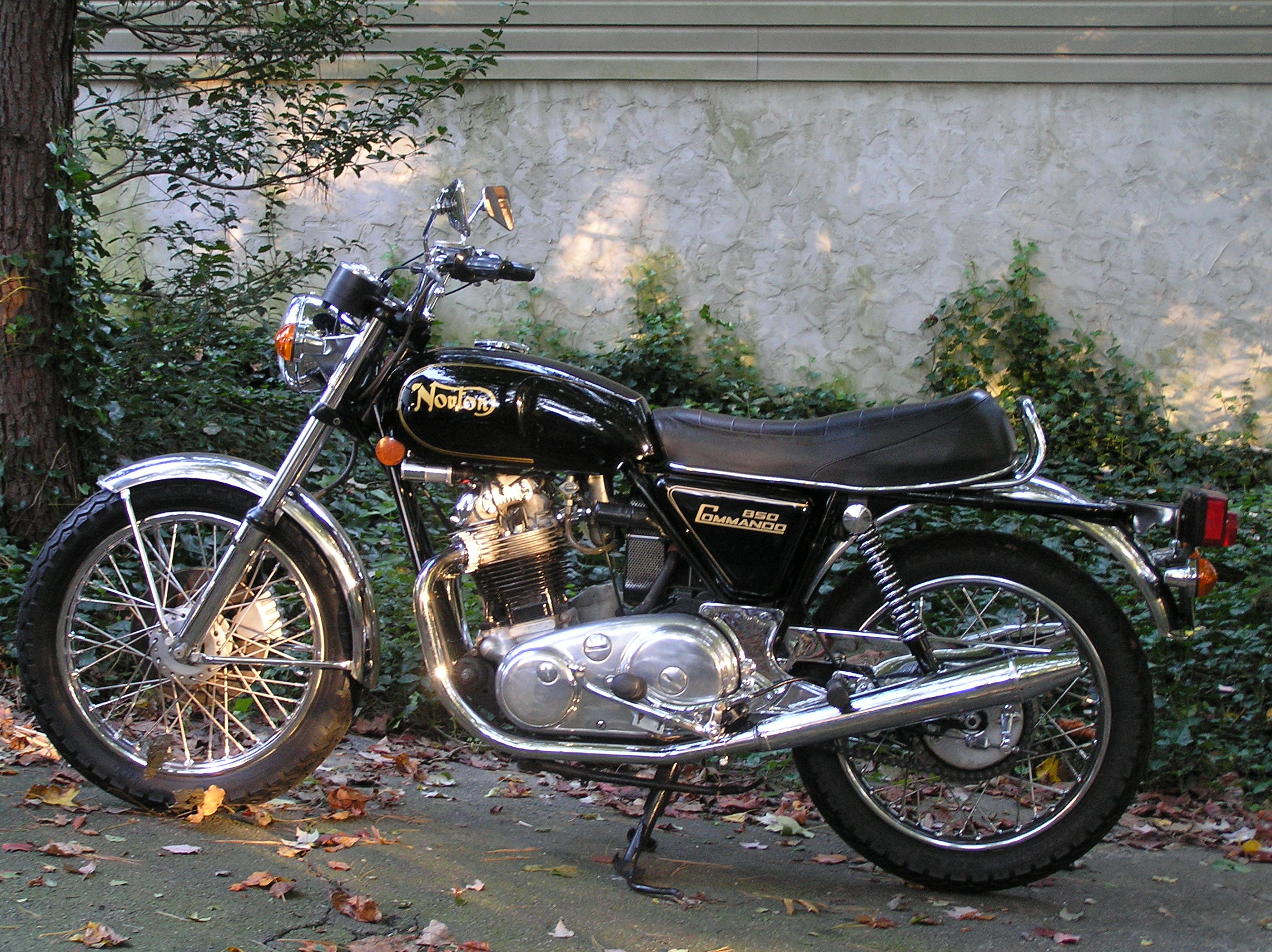
1973er Norton Commando 850

1967 auf der Earls Court Motorradausstellung präsentiert, besaß die Commando ein modernes Design und ein vollkommen neu konzipiertes Zentralrohr-Fahrwerk. Versuche mit einem neuen, DOHC-gesteuerten Motor waren wenig erfolgreich verlaufen, so dass der überarbeitete 750-cm³-Motor aus der Atlas verwendet wurde. Das Vibrationsaufkommen des Parallel-Twin-Gleichläufers war jedoch durch die mehrmalige Hubraumaufstockung stark angewachsen. Um Fahrer und Rahmen vor den Vibrationen zu schützen, wurde die gesamte Einheit aus Motor, Getriebe und Hinterradaufhängung elastisch im Rahmen gelagert. Die „Isolastic“-Aufhängung erlaubte Bewegungen in der Längsebene des Motorrads durch Gummielemente, während Bewegungen in Querrichtung dazu durch Anordnungen aus Stahl- und Teflonscheiben zum Erreichen eines stabilen Fahrwerks unterbunden wurden. Eine funktionsähnliche Bauweise ist als „Isoplanar“-Motoraufhängung noch heute an Harley-Davidson- und als „Uniplanar“ an Buell-Motorrädern zu finden. Folgende Varianten wurden gebaut:
- 750 Mk1 „Fastback“-Version mit einem GFK-Heckteil, gebaut 1967–1970
- 750 MK2 „Roadster“-Variante mit kleinerem Tank und konventionellem Heck sowie S-Version mit einseitig verlegter Auspuffanlage, gebaut 1971–1972
- 750 Mk3 gebaut 1971–1972
- 750 Mk4 Wahlweise mit Scheibenbremse vorn, wahlweise mit stärkerem „Combat“-Motor (höhere Verdichtung, schärfere Nockenwelle), gebaut 1972–1973
- 750 Mk5 Mit verbesserten Kurbelwellen-Hauptlagern, Scheibenbremse vorn serienmäßig, gebaut 1973–1974
- 850 Mk1 Hubraum durch vergrößerte Bohrung auf 828 cm³ erweitert, Scheibenbremse vorn serienmäßig, gebaut 1973–1974
- 850 Mk2 Wahlweise als Roadster- oder Interstate-Version (größerer Tank, längere Sitzbank). Verkleidete Version „John Player Replica“. Gebaut 1974
- 850 Mk3 Modell mit linksseitiger Schaltung und Elektrostarter. Hydraulischer Primärkettenspanner, Scheibenbremse hinten, verbesserte „Isolastic“-Aufhängung. Gebaut 1974 bis 1977.

### Commando 961

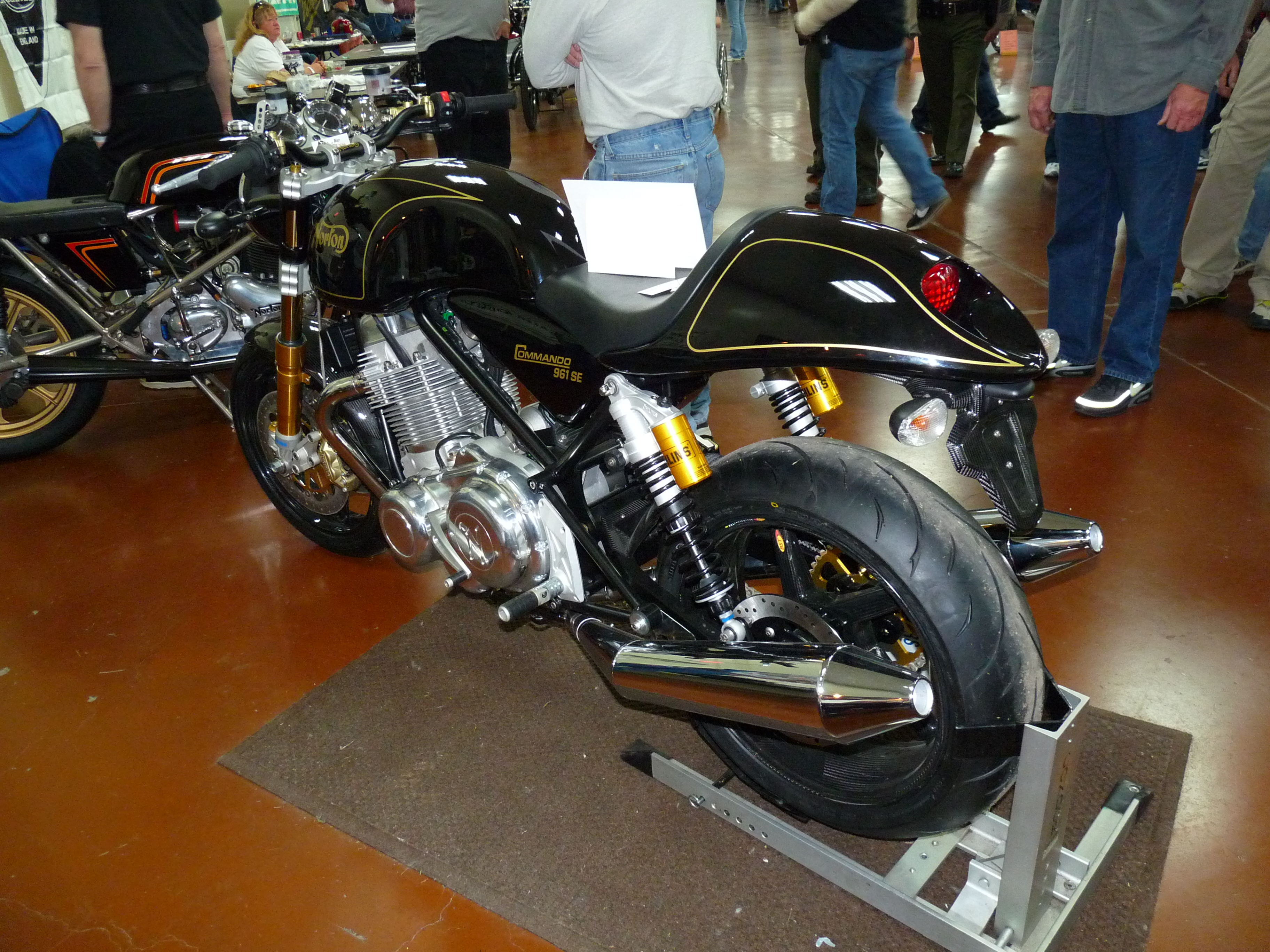
Norton Commando 961 SE

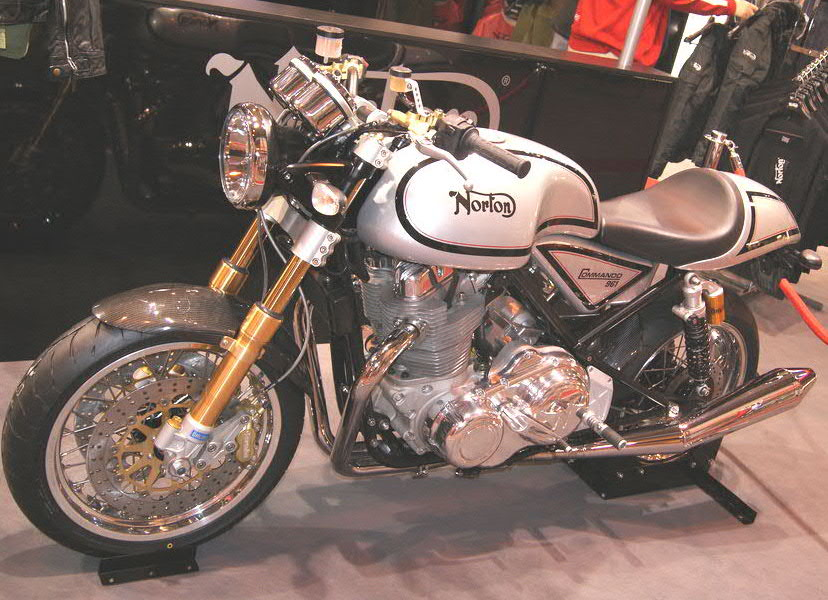
Norton Commando 961 Sport

Seit 2005 wurden einige Vorserien-Exemplare dieses neu entwickelten Modells in Gladstone (Oregon, USA), gebaut. Die Maschine hatte anfangs einen „echten“ Parallel-Twin mit 961 cm³ (anfangs 952 cm³) und 59 kW (80 PS) und sollte zunächst als, auf 200 Stück limitierte, „Signature Series“ mit Unterschrift des damaligen Inhabers der Norton-Markenrechte, Kenny Dreer, zum Stückpreis von 20.000 US-Dollar verkauft werden. Nach Übernahme durch die Norton Motorcycles (UK) Ltd wurde die Commando 961 zur Serienreife entwickelt. Dies betraf hauptsächlich den Motor, der eine elektronische Benzineinspritzung bekam, um die geltenden Emissionsrichtlinien einzuhalten. Mittlerweile ist das Motorrad in Großbritannien in drei Versionen erhältlich:
- Commando 961 SE (limitierte „Special Edition“, ausverkauft in GB)
- Commando 961 Sport
- Commando 961 Cafe Racer

Ein internationales Vertriebsnetz ist im Aufbau. Mittlerweile wurden zumindest in der Schweiz auch erste Maschinen an Kunden ausgeliefert.

#### Technische Daten
Motor
- Motortyp: luftgekühlter Zweizylinder-Viertakt-Reihenmotor, 3-fach wälzgelagerte Kurbelwelle mit 270° Hubzapfenversatz, Ausgleichswelle
- Kolben und Pleuel: geschmiedet, Pleuel wälzgelagert
- Schmierung: Trockensumpfschmierung
- Ventiltrieb: zwei hängende Ventile je Zylinder
- elektronische Benzineinspritzung, 3-Wege-Katalysator
- Bohrung × Hub: 88 mm × 79 mm
- Hubraum: 961 cm³
- Verdichtungsverhältnis: 10,1 : 1
- Nennleistung: 59 kW (80 PS) bei 6500/min
- max. Drehmoment: 90 Nm bei 5200/min

Kraftübertragung
- hydraulisch betätigte Mehrscheiben-Ölbadkupplung
- Fünfgang-Kassettengetriebe mit Fußschaltung
- Endantrieb über O-Ring-Kette

Chassis / Fahrwerk
- Doppelschleifenrahmen aus Stahl mit integriertem Öltank
- Zweiarmschwinge aus Stahl
- 43 mm Öhlins Upside-Down-Teleskopgabel oder klassische Öhlins Teleskopgabel, in Federbasis, Zug- und Druckstufendämpfung einstellbar, 117 mm Federweg
- Zweiarmschwinge aus Stahl, zwei Öhlins Federbeine, in Höhe, Federbasis, Zug- und Druckstufendämpfung einstellbar, 100 mm Federweg
- Vorderrad: Speichenrad, 36 Speichen, 3.50 × 17”, Bereifung 120/70-17
- Hinterrad: Speichenrad, 40 Speichen, 5.00 × 17”, Bereifung 180/55-17
- Frontbremse: zwei halbschwimmend gelagerte 320 mm Brembo-Bremsscheiben, gelocht, zwei Brembo 4-Kolben-Festsättel
- Hinterradbremse: 220 mm Brembo-Bremsscheibe, gelocht, 2-Kolben-Festsattel

Messwerte
- Radstand: 1420 mm
- Lenkkopfwinkel: 65,5° (24,5°)
- Nachlauf: 99 mm
- Tankinhalt: 17 Liter
- Trockengewicht: 188 kg
- Sitzhöhe: 813 mm

## Motorradrennsport

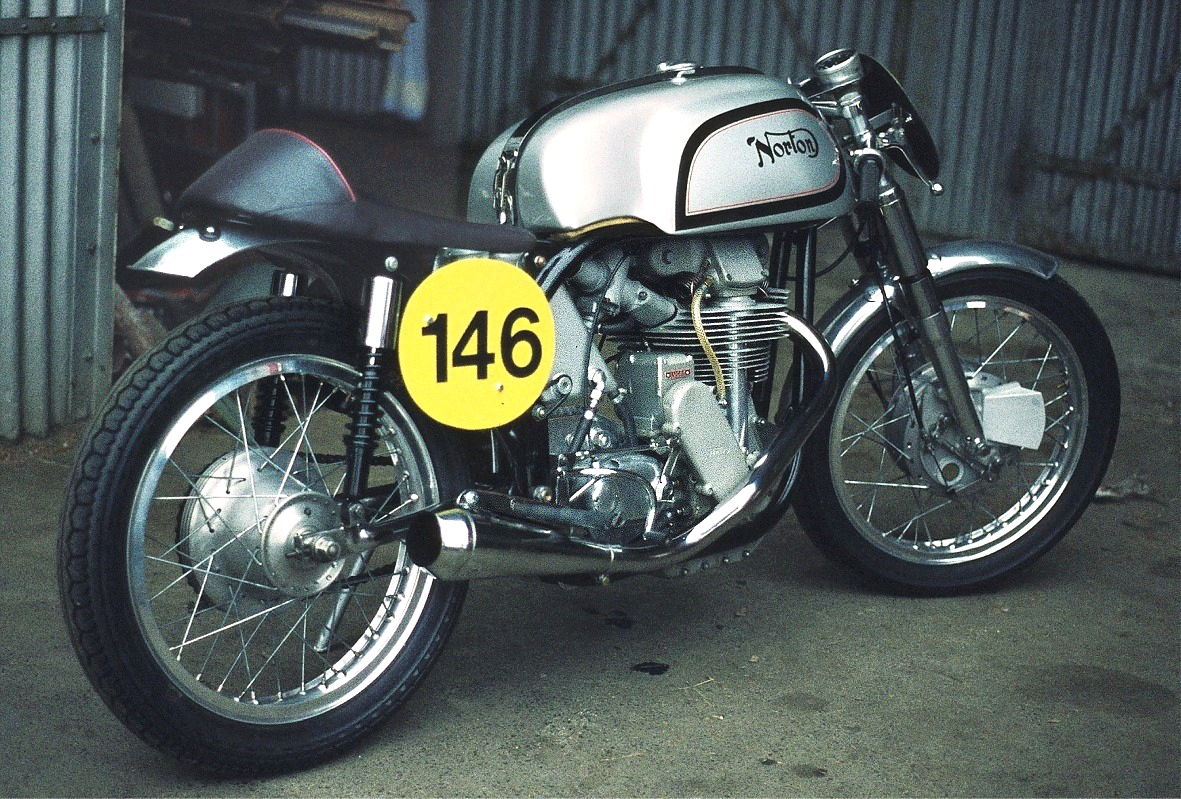
Norton Manx, Baujahr 1954

### Motorrad-Weltmeisterschaft
Insgesamt konnte Norton acht Fahrer- und neun Konstrukteursweltmeistertitel in der Motorrad-Weltmeisterschaft einfahren.
 Eric Oliver (4)
- Weltmeister in der Gespann-Klasse: 1949, 1950, 1951, 1953

 Geoff Duke (3)
- Weltmeister in der 500-cm³-Klasse: 1951
- Weltmeister in der 350-cm³-Klasse: 1951, 1952

 Cyril Smith (1)
- Weltmeister in der Gespann-Klasse: 1952

### Motorrad-Europameisterschaft
In der Motorrad-Europameisterschaft gelangen dem Hersteller elf Fahrertitel.
 Jimmie Guthrie (4)
- Europameister in der 350-cm³-Klasse: 1937
- Europameister in der 500-cm³-Klasse: 1935, 1936, 1937

 Percy Hunt (2)
- Europameister in der 500-cm³-Klasse: 1929, 1931

 Jimmie Simpson (2)
- Europameister in der 350-cm³-Klasse: 1933, 1934

 Dennis Mansell (1)
- Europameister in der 600-cm³-Gespann-Klasse: 1929

 Piero Taruffi (1)
- Europameister in der 500-cm³-Klasse: 1932

 Freddie Frith (1)
- Europameister in der 350-cm³-Klasse: 1936

### Isle of Man TT
Bei den international renommierten Straßenrennen auf der Isle of Man gelangen dem Hersteller insgesamt 42 Siege.
Der erste Sieg datiert aus dem Premierenjahr 1907, als Rem Fowler auf einer Maschine mit Peugeot-Einbaumotor die Twin-Cylinder-Kategorie gewann. Das bisher letzte Rennen gewann Phillip McCallen 1993 in der Senior-Klasse auf der RCW588 mit Wankelmotor.

## Trivia
Zum 1. Januar 2025 waren in Deutschland 1325 Norton-Krafträder zum Straßenverkehr zugelassen.